# Jennifer Lotz
Jennifer Mae Lotz (...) è un'astronoma statunitense che studia la forma e l'evoluzione delle galassie, comprese le fusioni galattiche. Lavora al NOIRLab, un progetto della National Science Foundation, come direttrice dell'Osservatorio Gemini.

## Biografia
Lotz è originaria della Florida; si è interessata all'astronomia guardando la serie televisiva del 1980 Cosmos: A Personal Voyage con suo padre e vedendo le tracce dello Space Shuttle nel cielo sopra casa sua. Si è laureata in fisica al Bryn Mawr College ed è stata stagista estiva presso l'Osservatorio Maria Mitchell a Nantucket nel 1994, quando la cometa Shoemaker-Levy 9 entrò in collisione con Giove.
Dopo la laurea nel 1996, ha frequentato la Johns Hopkins University grazie ad una borsa di ricerca dello Space Telescope Science Institute. Ha completato il dottorato di ricerca nel 2003. La sua tesi, La storia dell'evoluzione delle galassie nane, è stata supervisionata da Henry C. Ferguson e Rosemary Wyse.

## Carriera
È diventata ricercatrice post-dottorato presso l'Università della California, Santa Cruz, dove ha partecipato a una ricerca che combinava osservazioni dal telescopio spaziale Hubble e dall'Osservatorio WM Keck per studiare le galassie in collisione. È stata Leo Goldberg Fellow presso il National Optical Astronomy Observatory e poi, dal 2010 al 2018, astronoma associata presso lo Space Telescope Science Institute, anch'esso affiliato alla Johns Hopkins University, come ricercatrice.
Allo Space Telescope Science Institute, ha guidato il programma Hubble Frontier Fields dal 2013 al 2017; questo programma ha utilizzato il telescopio spaziale Hubble per trovare immagini di galassie distanti, ingrandite dalla lente gravitazionale.
È stata nominata direttrice dell'Osservatorio Gemini nel 2018, succedendo alla direttrice ad interim Laura Ferrarese. Partecipa anche al sondaggio Deep Extragalactic Exploratory Public (DEEP) una campagna osservativa volta a riesaminare il campo ultra-profondo di Hubble utilizzando il telescopio spaziale James Webb.